# Polónio (Hamlet)

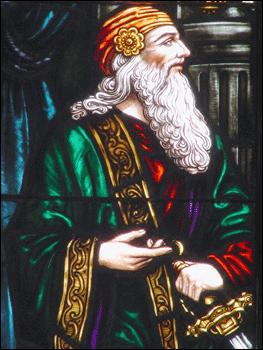
Representação de Apolónio num vitral

Polónio (em inglês: Polonius) é uma personagem da tragédia Hamlet, de William Shakespeare. Este personagem é conhecido sobretudo por articular as palavras imortais: "To thine own self be true" ('ser fiel a ti próprio'), bem como outras frases ainda em uso hoje em dia. 
Pai de Ofélia e Laertes, e adjunto do rei Cláudio, ele pode ser descrito como um tagarela, uma pessoa enfatuada, por uns, ou como um excursionista da sabedoria, para outros.
Cláudio ordena-lhe que descubra por que Hamlet age como um louco. Polónio sugere que Hamlet o faz porque ele, Polónio, não autoriza Ofélia a vê-lo, e tenta colocar essa teoria em teste, mas Hamlet confunde-o ainda mais. Polónio, apesar de suspeitar que alguma coisa se passa, apenas diz: "Though this be madness, yet there is method in it" ('Embora seja loucura, há nela algo de metódico') - Acto 2 Cena.ii.
Enquanto Polónio está escondido por detrás das cortinas no quarto da rainha Gertrude, mãe de Hamlet, este entra e vê que alguém se esconde. Sem confirmar quem  ali estaria escondido, Hamlet apunhala Polónio, pensando tratar-se de Cláudio. Polónio morre, após o que Ofélia enlouquece, e Laertes exige vingança.